# Ménilles
Ménilles település Franciaországban, Eure megyében. Lakosainak száma 1722 fő (2022. január 1.). Ménilles Croisy-sur-Eure, Douains, Hardencourt-Cocherel, Houlbec-Cocherel, Vaux-sur-Eure és Pacy-sur-Eure községekkel határos.

## Népesség
A település népességének változása:
| Lakosok száma | 909  | 1248 | 1449 | 1486 | 1576 | 1704 | 1728 | 1737 | 1738 | 1722 |
|               | 1968 | 1982 | 1990 | 2006 | 2013 | 2015 | 2017 | 2019 | 2020 | 2022 |